# Lenin lebt
Lenin lebt (russisch Ленин жив / Lenin schiw, wiss. Transliteration Lenin živ) ist eine russische Redewendung überwiegend zu Zeiten der Sowjetunion und teils auch noch nach deren Zerfall, die von Anhängern des russischen Revolutionärs und politischen Führers Wladimir Lenin (1870–1924) verwendet wurde bzw. wird (auch international aufgegriffen), um ihre Überzeugung auszudrücken, dass seine Ideen und sein Vermächtnis weiterhin relevant und einflussreich sind, obwohl er bereits 1924 starb. 

## Allgemeines
Die von dem sowjetischen Dichter Wladimir Majakowski geprägte Formel vom „ewig lebenden Lenin“: Lenin lebte, Lenin lebt, Lenin wird leben! (russisch Ленин жил, Ленин жив, Ленин будет жить / Lenin schil, Lenin schiw, Lenin budet schit, wiss. Transliteration Lenin žil, Lenin živ, Lenin budet žit') gehörte der Slawistin Renate Lachmann zufolge „zum verbalen Ritus gläubiger Kommunisten“.
Die Gesamtheit der Leniniana, d. h. die Gesamtheit der Kunst- und Literaturwerke, die Wladimir Lenin gewidmet sind, ist unüberschaubar, insbesondere in der ehemaligen UdSSR und in den ehemaligen sozialistischen Ländern.
Die Redewendung findet sich auch auf verschiedenen Kunstwerken, zum Beispiel auf einem von Wiktor Semjonowitsch Iwanow gestalteten Plakat aus der Zeit Mitte der 1960er Jahre.
Lenin lebt (russisch Ленин жив) ist auch der Titel von Kantaten, z. B. von Boris Iwanowitsch Tischtschenko und von Juri Abramowitsch Lewitin (nach der Dichtung von Wladimir Majakowski). Das Stück Lenin schiw w soldatskom serdze (russisch Ленин жив в солдатском сердце; „Lenin ist lebendig im Herzen eines Soldaten“; Musik: B. Alexandrow, Text: S. Benke) befand sich im Repertoire des Alexandrow-Ensembles.
Es gibt im Russischen verschiedenste Witze, die sich über den Lenin-Kult und die Redewendung und auch über die Einbalsamierung und Aufbewahrung im Mausoleum an der Mauer des Kremls auf subtile Weise lustig machen (eine Zeit lang wurde ihm Stalin zugesellt).
In einer deutschsprachigen Sammlung politischer Witze im Ostblock findet sich z. B. dieser Lenin-Witz:

In Moskau wurde ein Wettbewerb für die beste Kuckucksuhr ausgeschrieben. Den dritten Preis bekam die Uhr, aus der jede Stunde ein Kuckuck herauskommt und „Lenin! Lenin!“ ruft. Den zweiten Preis erhielt die Uhr, bei der der Vogel stündlich „Lenin lebt! Lenin lebt!“ schreit. Bei der Siegeruhr aber erscheint Lenin selbst aus der kleinen Klappe und ruft: „Kuckuck! Kuckuck!“.

Всегда готов! (Immer bereit!) – Pionierabzeichen mit der Darstellung von Wladimir Lenin

Ein ernstes, recht bekanntes und eingängiges sowjetisches Lied Lenin lebt (komponiert von Leo Tauts zu dem Text von Olga Wyssotskaja) findet sich in der Anthologie sowjetischer Kinderlieder, 1917–1957.
Es beginnt mit den Worten:

Ленин жив – он вечно будет с нами,

В каждом сердце честном он живёт.
Lenin lebt – er wird für immer unter uns sein,

In jedem ehrlichen Herzen lebt er.

## Verschiedenes
Der Ausdruck wurde auch allgemeiner verwendet, um die Idee auszudrücken, dass revolutionäre Bewegungen und Ideen weiterleben und Menschen inspirieren können, lange nachdem ihre ursprünglichen Führer oder Befürworter verstorben sind.